# Canossians
Els canossians són una família de dos instituts religiosos (les Germanes canossianes i els Pares canossians) i tres organitzacions afiliades (laics, voluntaris i membres de la fundació) que tenen el seu origen en Magdalena de Canossa (1774-1835) que va ser declarada santa per l'Església catòlica romana el 1988. Tenen escoles a Hong Kong, Austràlia, India, Macau, Malàisia, Singapur i les Filipines.
La fundadora dels canossians, Magdalena de Canossa (1774-1835), va ser canonitzada el 2 d'octubre de 1988 pel papa Joan Pau II. Josephine Bakhita del Sudan (1869-1947) també va ser nomenada santa l'1 d'octubre del 2000 pel papa Joan Pau II. Entre els canossians en procés de Canonització hi ha la Venerable Fernanda Riva. També hi ha els servents de Déu Dalisay Lazaga, Teresa Pera, i Luigia Grassi.

## Germanes canossianes
Les Filles de la Caritat Canossianes (FDCC) o Germanes canossianes és un institut religiós catòlic fundat per Magdalena de Canossa a Verona, Itàlia, el 1808. L'inici fou quan el 1790 Canossa va acollir dues noies a viure a casa seva, després va comprar una casa més gran i va atraure més dones per viure en una comunitat que combinava un esperit de comunió amb Déu amb la pràctica d'obres de caritat. De seguida van començar a fer escoles per noies i després també per nois. El 27 de febrer de 1860, sis germanes canossianes de Venècia i Pàdua van començar el seu viatge a Hong Kong on van arribar el 12 d'abril de 1860. Des d'allà les germanes van anar a Macau i després al sud-est asiàtic.
A la dècada del 2010 compten amb divuit províncies i aproximadament 2.700 germanes en més de 336 comunitats i en 32 països. Els seus principals treballs de caritat són l'educació, la catequesi i la cura dels malalts. La Casa General es troba a Roma. (FDCC és l'abreviació italiana de "Figlie Della Carità Canossiane").
ENCA o Enlace Canossiano America (Xarxa Canossiana a Amèrica) és la unió de les tres províncies canossianes a Amèrica: Brasil, Argentina i Amèrica del Nord. Inclou totes les germanes canossianes residents a Amèrica.
Des de 1988, les germanes ajuden en la tasca pastoral, la docència i la visita hospitalària a la Comunitat Xinesa i als nous immigrants xinesos a l'Església de Sant Francesc Xavier de Richmond a l'arxidiòcesi de Vancouver, a la Colúmbia Britànica.
Als Estats Units, les filles canossianes de la caritat tenen un centre de retirada, el centre d'espiritualitat canossià a Albuquerque, Nou Mèxic.
Les germanes de Macau es van estendre per altres països del sud-est asiàtic cap a finals del segle xix.
El 1894, principalment germanes de parla italiana i portuguesa van arribar a la missió portuguesa de l'Església de Sant Josep de Singapur (aleshores part dels assentaments de l'estret) i es van expandir a Malaya, totes dues formant part de l'Imperi Britànic. A partir del 2008, les germanes canossianes són una de les ordres religioses més grans de l' Arxidiòcesi de Singapur on tenen tres escoles que són St Anthony's Canossian Primary & Secondary School i Canossa Catholic Primary School; dues escoles de preescolar, una escola especial per a sords i dues llars per a la malaltia de l'edat que proporcionen cures pal·liatives. A més, les Germanes ofereixen recessos i orientació espiritual. A les Filipines, la mare Anna Bautista va dirigir un grup de germanes i va fundar la primera missió i escola al país el 1954.

## Pares canossians
Els fills canossians de la caritat (FdCC), o Pares canossians, van ser fundats a Venècia el 1831. A la dècada del 2010 compten amb uns 200 germans i sacerdots dedicats a l'educació de nens i joves a través de la catequesi a les escoles, els orfenats, els centres juvenils (oratoris) i altres obres de caritat cap als pobres i els més menuts. Estan presents a Itàlia, Brasil, Kenya, Tanzània, Índia i les Filipines. FdCC significa "Figli della Carità Canossiani".
El 1986, per invitació del difunt cardenal Jaime, arquebisbe de Manila, els pares canossians a Itàlia van enviar dos sacerdots per iniciar una missió i obrir un seminari.

## Afiliats

### Laics canossians
Associació de laics canossians (ALC) o Terciaris o col·laboradors canossians són homes i laics casats i no casats de diverses nacionalitats que se senten cridats a viure el carisma i l'espiritualitat de la família canossiana en la seva vida personal, familiar i social. Van rebre el seu Pla per als Terciaris el 1835 i n'hi ha a Àsia, Europa, Oceania, Àfrica i Amèrica. Compten amb uns 2.150 membres. ALC significa Associazione Laici Canossiani.

### Voluntariat canossià
El Servei Internacional de Voluntariat Canossià (VOICA) o Voluntaris Canossians es va constituir legalment el 1996 per donar suport i dirigir a joves i adults de totes les parts del món que busquen aprofundir el significat i la finalitat de la seva vida mitjançant una experiència personal de la vida comunitària compartida. Comparteixen projectes missioners canossians a Togo, Congo, Uganda, Albània, Indonèsia, Angola, Paraguai i Brasil. VOICA és l'abreviatura de Volontariato Internazionale CAnossiano.

### Fundació canossiana
La Fundació Canossiana (ONLUS) constituïda el 2004 a Roma, és una entitat jurídica sense ànim de lucre per al desenvolupament humà, per promoure, coordinar i sostenir iniciatives que afavoreixin els més pobres i els més exclosos del món i també per recaptar fons per a les Missions Canossenques. al Brasil, les Filipines, Índia i Àfrica. (ONLUS significa italià per "Organizzazione Non Lucrativa di Utilità Sociale").